# Устрицкий, Дмитрий
Дмитрий Устрицкий (эст. Dmitri Ustritski; 8 мая 1975, Таллин) — эстонский футболист, нападающий. Выступал за национальную сборную Эстонии.

## Биография
Воспитанник таллинского СК «Копли» и юношеской команды «Вигри», тренер — Эдуард Вырк.
Начал выступать на взрослом уровне в 16-летнем возрасте в составе клуба «Транс» (Нарва) в первенстве Эстонской ССР.
В 1992 году дебютировал в независимом чемпионате Эстонии в составе таллинского клуба «Вигри», переименованного вскоре в «Тевалте». В сезоне 1992/93 стал лучшим бомбардиром своего клуба с 11 голами. Однако в следующем сезоне клуб усилился более опытными игроками, и форвард потерял место в основе, а к концу сезона «Тевалте» и вовсе был дисквалифицирован за подкуп соперников.
С 1994 года выступал в составе «Таллинна Садам», с этим клубом становился призёром чемпионата и обладателем Кубка Эстонии. В весенней части сезона 1997/98 играл за «Лелле» в переходном турнире между клубами высшего и первого дивизионов, забил 13 голов в 8 матчах.
С 1999 года играл за «Тулевик», в своём первом сезоне помог клубу добиться наивысшего успеха в истории — серебряных медалей. Неоднократно был лучшим бомбардиром своего клуба, регулярно входил в десятку лучших бомбардиров чемпионата. В 2003 году выступал за дебютанта высшей лиги «Валгу», в которой также стал лучшим снайпером с 7 голами, затем снова вернулся в «Тулевик».
Завершил профессиональную карьеру в 2006 году. В дальнейшем выступал за любительские клубы в низших дивизионах.
Всего в высшем дивизионе Эстонии сыграл 271 матч и забил 125 голов.
После окончания карьеры работал детским тренером в «Тулевике», «Флоре», «Левадии», «Нымме Калью». По состоянию на 2020 год работает учителем физкультуры в таллинской средней школе № 53.

### Карьера в сборной
Сыграл четыре матча за молодёжную сборную Эстонии.
Дебютировал в национальной сборной Эстонии 9 мая 1998 года в товарищеской игре против Мексики (0:6), выйдя на замену на 83-й минуте вместо Марко Кристала. Впервые отличился в своём втором матче, 18 августа 1999 года против сборной Армении. Последний матч провёл 16 февраля 2003 года против Китая. Всего в составе сборной Эстонии 17 раз выходил на поле (ни один из матчей не отыграл полностью) и забил один гол.

## Достижения
- Серебряный призёр чемпионата Эстонии (2): 1997/98, 1999
- Бронзовый призёр чемпионата Эстонии (1): 1996/97
- Обладатель Кубка Эстонии (2): 1996, 1997
- Обладатель Суперкубка Эстонии (1): 1996